# Teatro Araldo
Il Teatro Araldo è un teatro torinese, attualmente chiuso al pubblico. 

## Storia del teatro
Il teatro nasce in concomitanza con la chiesa soprastante di San Bernardino, costruita su progetto di Francesco Gallo nel 1866. La struttura diventa fin da subito polo di aggregazione per il nascente quartiere di Borgo San Paolo. Non si hanno tuttavia dati certi sull'attività del teatro sino al 1911, anno della prima documentazione esistente, relativa a un permesso per pubblico spettacolo in qualità di teatro e cinema parrocchiale.
Il 17 agosto 1943 la chiesa subì un importante bombardamento in cui fu danneggiato anche il teatro sottostante.
Nella seconda metà del Novecento diventa spazio centrale nella crescente espansione del quartiere anche e soprattutto grazie all'opera di Giovanni Moretti che vi trasferì il Teatro dell'Angolo, compagnia che tra le prime sperimentava le dinamiche dell'Animazione Teatrale e gli insegnamenti di Gian Renzo Morteo. Terminata nel 1983 la direzione di Moretti, il Teatro dell'Angolo e, di conseguenza, il Teatro Araldo passano sotto la direzione di Graziano Melano, grazie al quale verrà riconosciuto dal Ministero per i Beni e le Attività Culturali come Teatro Stabile per Ragazzi e Giovani.
Nel 2006 il Teatro dell'Angolo si trasferisce presso la Casa del Teatro Ragazzi e Giovani lasciando il Teatro Araldo alla cura di C.A.S.T., compagnia teatrale diretta da Claudio Montagna, anche lui allievo di Moretti e tra i fondatori del Teatro dell'Angolo. Nel 2008 C.A.S.T. darà quindi avvio alla stagione teatrale "Mille modi di fare Teatro", diretta da Claudio Montagna e da Walter Revello. 
Nel 2010 la compagnia teatrale Barbari Invasori, diretta da Walter Revello, subentra a C.A.S.T. nella gestione del teatro Araldo, proseguendo la gestione della stagione teatrale ma affiancando ad essa l'istituzione del festival "Invasione", dedicato alle opere inedite, e la rassegna "Va tutto bene Madama la marchesa?", per spettacoli a tematica LGBT.
Al termine della stagione artistica 2013/2014, Barbari Invasori decide di terminare la propria attività presso il teatro Araldo; attualmente, nonostante alcuni tentativi infruttuosi di riapertura, la struttura è chiusa al pubblico.